# Giampiero Savio
Giampiero Savio, né le 6 novembre 1959, à Udine, en Italie, est un ancien joueur de basket-ball italien. Il évolue durant sa carrière au poste d'arrière.

## Palmarès
- Champion d'Italie 1994
- Coupe d'Italie 1991
- Coupe Korać 1998
- 3e du championnat d'Europe 1985
- Finaliste des Jeux méditerranéens de 1983